# バレーボール
バレーボール（英語: Volleyball）は、ネット越しにボールを打ち合うチームスポーツである。3回以内で相手コートに返球しあうことで点数を競う。大抵は1チーム6人で行われる。略称はバレー。なお、ビーチバレーボールに対してインドアバレーと呼ばれることがある。しかしながらルール上は屋外でも可能であり、1950年代までは屋外コートが一般的であった。
使われる用語については「バレーボールの用語一覧」参照。

## 概要
バレーボールは、1895年に子供、女性、高齢者でも楽しめるスポーツとして、アメリカ合衆国の体育教師ウィリアム・G・モーガンによって考案されたとされている。
試合では9メートルと18メートルのエリアを、中央をネットで分けたコートを使う。ネットの高さは年齢や性別などによって異なるが、大体2メートルから2.43メートルの間で設定される。このネットには試合中いかなる部分も触れてはならない。チームの人数は6人制や9人制があるが、6人制が主流である。
バレーボールは球技のうち唯一ボールを床や地面に落としてはならないスポーツであり、またボールを持つことや同一プレイヤーが2回連続で触ることはできない（ブロックを除く）。これらの基本的なルールのもとラリーは行われる。ラリーはボールを打つこと（サーブまたはサービス）から始まり、サーブを受けるチームが3回以内に相手コート内に返球し、以後コート内に落ちるかコート外に落ちる、もしくはいずれかのチームが反則を犯すまでラリーは続く。ラリーが終わるとラリーを制したチームに1点が加算され、ほとんどの場合25点を先に得たチームがセットを取る。先に3セット先取したチームがその試合に勝つ(5セットマッチの場合)。

## 歴史

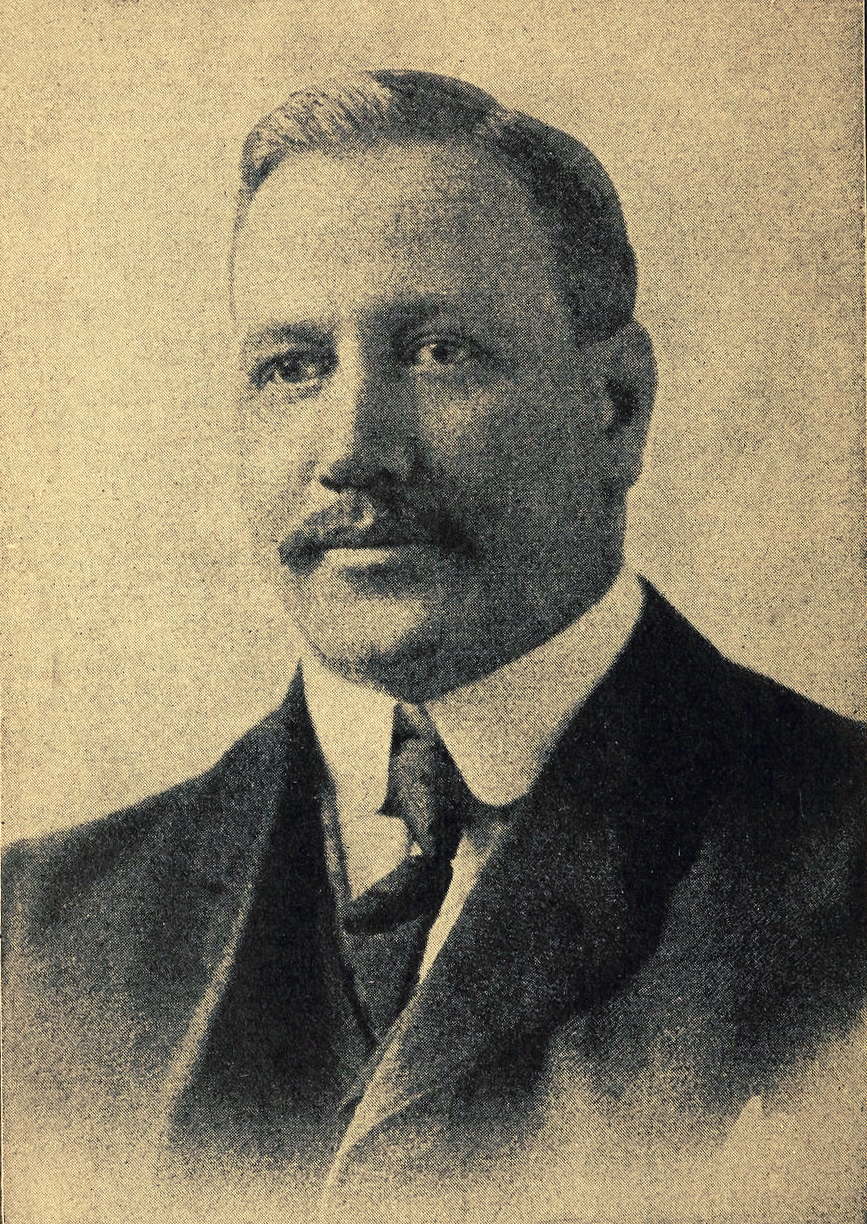
ウィリアム・G・モーガン

バレーボールを1895年に考案したウィリアム・G・モーガンは当時25歳で、アメリカ合衆国マサチューセッツ州ホルヨークのキリスト教青年会（YMCA）のアスレティックディレクターであった。子供、女性、高齢者も気軽に楽しめる室内スポーツとして考え出した。
発祥の日は特定されていないが、元になった「ミントン」が1895年の夏にYMCAキャンプ研修会で初めて紹介されていること、モーガンのホルヨーク着任が長男ルフス誕生（8月29日）より後とされていること、モーガンのホルヨークへの転任が報じられているのが1895年10月のYMCA会報であること、10月23日の地元紙『ホルヨーク・デイリー・エクスプレス』にはモーガンの活動のことが掲載されていること、積雪により屋外で野球やアメリカンフットボールがプレーできない冬季向けのゲームとして考案されたことから、秋から冬と考えられる。
当初の名称はMintonette（ミントネット）。これは1895年、英領インド帝国に派遣されていたマッコノーイによって紹介されたミントン（羽毛球を使った5人制のバドミントン）に由来する。バスケットボールはモーガンをYMCAに誘ったジェームズ・ネイスミスが1891年に冬期の屋内スポーツとして考案し、ラグビーなどで見られるタックルなどのラフプレーを防ぐためボールを保持したまま走れないようにするなどレクリエーション要素を考慮していた。しかしバスケットボールは主に男子学生向けの競技であり、身体的な接触による激しいプレーが好まれる風潮もあって、モーガンが受け持っていたホルヨークYMCAビジネスマンクラス（25歳から40歳）には不向きな競技となっていた。YMCAでは大人数で気軽に楽しむことができ、身体接触がない安全なゲームを必要としていた。
モーガンは学生がバスケットボール用のボールの中にある軽量なチューブで遊んでいる姿をヒントに、バドミントンのほか、テニスなどネットで対戦相手と区切られているスポーツのルールを参考にしたスポーツを考案した。このころのルールは非常に単純で、試合に集まった人たちを同じ数の2チームに分けて、相手コートに返す際の回数は決まっておらず、ボールを打ち合い、ボールを落としたほうが負けというものであった。しかしながら、当初から得点が入るのはサーブ権があるときのみ（サイドアウト制）であり、バドミントンの影響が大きい。この時点では、「味方にパスが可能、素手、ポールを使う」というミントン系のスポーツだった。
翌1896年7月、モーガンはこの新ゲームをスプリングフィールドで開催されたYMCA体育指導者会議の際に公開した。モーガンは当初このゲームをミントネット（Mintonette、ミントンもどき）と名付けたが、YMCAトレーニングスクール教官であるハルステッド博士の提案を受け、名称をバレー・ボール（ボレー・ボール、volley ball）に改めた。バレーボールのバレーというのは、テニスのボレー（ボールを地面につく前に打ち返すこと）からきている。1952年にバレーボール（volleyball）と1語で表すようになった。
ネットの高さは当初6フィート6インチ（198センチメートル）だったが、1900年に7フィート6インチ（229センチメートル）となった。
バレーボールは各地に点在するYMCAを通じてアメリカ全土に広まっていき、1900年にカナダ、1906年にキューバに紹介された。また、YMCAの指導者により1910年に米領フィリピンに、1913年に中華民国に紹介された。
1912年、アメリカでローテーションルールが導入された。
バレーボールの歴史において最大無二のルール変更は1912年にフィリピンで導入された「3回以内(ブロックを除く)で相手コートに返球」というルールであり、これによりバレーボールはレクリエーションから競技スポーツに進化した。このルールはアメリカでも1917年、フィリピンに派遣されていたE.ブラウンにより提案され、1922年までには導入された。また、今日あらゆるチームが実施している「セット&スパイク」戦術は1916年にフィリピンで初めて実行された。
最初の公式大会は1913年、フィリピンのマニラで行われた「東洋オリンピック」（極東選手権競技大会の第一回呼称）においてであり、16人制で行われ、フィリピンと中華民国が参加した。
1922年、アメリカで最初の公式大会「全米YMCA選手権」が開催された。発明後27年も経っているのは「3回以内返球」ルールにより、バレーボールが初めて競技スポーツになったことを示している。このときには人数は6人制、15点制、ネットの高さは8フィート（244センチメートル）となっていた。

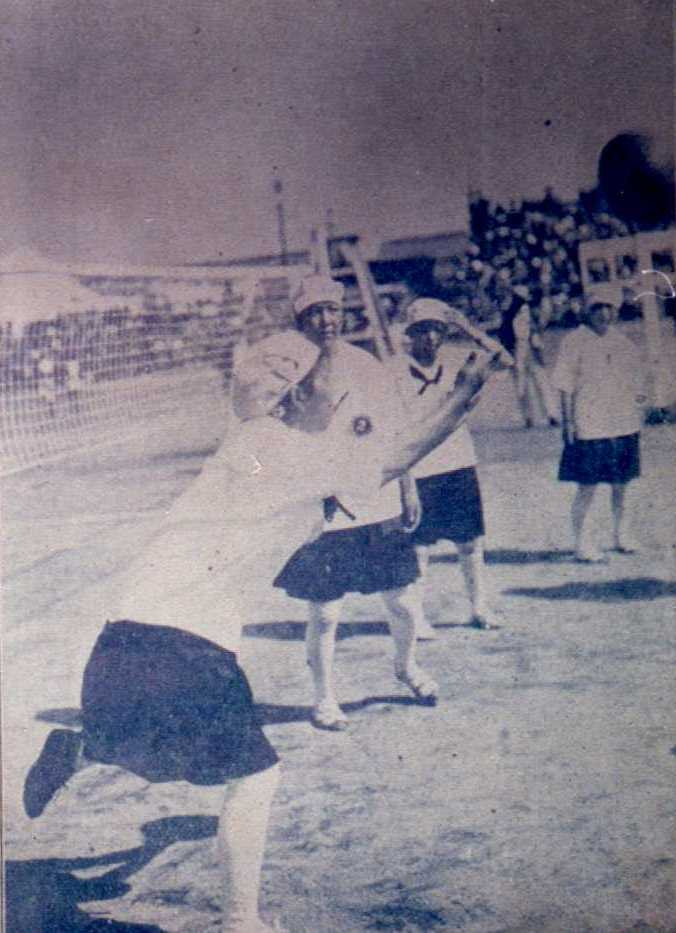
第6回極東選手権競技大会（大阪府）での女子バレーボールの試合（1923年）。帽子・スカート・タイツのユニフォームを着て、屋外で開催されている。

日本にバレーボールが紹介されたのは1913年（大正2年）で、YMCA体育主事のF・H・ブラウンによってもたらされた。
YMCAの外部に広まったのは1917年の極東選手権競技大会を多くの体育指導者が観戦したことによる。大会を見てきた指導者たちが主に女子を熱心に指導し、1919年（大正8年）には最初の単独大会である「兵庫県女子中等学校排球競技会」が開催された。1921年（大正10年）には男子のみだが、「全日本排球選手権大会」が開催された。
1917年の極東選手権競技大会の際は、参加はしたが他競技とかけもちの選手ばかりであり、戦術にも劣り惨敗した。男子は低調で、1919年は不参加、第5回は12人制で実施されたが、このときはバスケットボールの選手が出発前に一度だけ指導を受けての形式的な参加だった。
1923年（大正12年）に大阪で開かれた第6回極東選手権大会では日本はセットアンドスパイク戦術を未だに実施しておらず男子は惨敗したが、エキシビジョンの女子の部で日本の旧制姫路高女が優勝し、女子バレーボールの普及に多大な影響を与え、各地で女子バレーボール大会が開催されていく。
1925年（大正14年）の明治神宮競技大会からは9人制となり、1927年からは極東選手権競技大会も9人制となった。
日本では1930年（昭和5年）からサイドアウト制が廃止され、ラリーポイント制が導入された。極東選手権競技大会でも1934年にラリーポイント制となったが、満洲国加盟問題で紛糾し、極東選手権競技大会はこの1934年第10回大会をもって廃止となった。
ヨーロッパにバレーボールが紹介されたのは1920年ごろで、第一次世界大戦で渡欧したアメリカ軍兵士によってフランスからイタリア、チェコスロバキア、ポーランド、ソビエト連邦（ソ連）へと普及していった。このころにはチームの人数も6人と決まっており、既にのちの6人制バレーボールに近いものができあがっていた。ソ連では1925年にロシア共産党の中央委員会が「100万人のバレーボール」のスローガンを掲げてソ連バレーボール協会を設立し、本格的にバレーボールの発展に取り組んだ。
バレーボールは世界各国のYMCAを通じて国際的に普及し、1924年パリオリンピック（パリ五輪）ではアメリカのスポーツとして紹介された。
第二次世界大戦後の1947年には国際競技連盟の国際バレーボール連盟が結成され、アメリカ式のルールを修正し国際ルールができあがった。
1949年に第1回バレーボール世界選手権（男子）がチェコスロバキアで行われた。日本が国際バレーボール連盟に加盟したのは1951年であった。当時、日本のバレーボールの主流は9人制であり、国際試合で使われる6人制バレーボールはまだよく知られていなかった。
1950年代に入ると、東欧諸国ではソ連の高さとパワーに対抗するために技術開発が進められるようになった。特にチェコスロバキアは次々と新しい技術の開発に着手し、速攻、フェイント、ブロックアウトなどの戦術を編み出した。
1952年、女子の第1回バレーボール世界選手権がソ連で行われた。
1957年、日本で国内初の6人制選手権開催。その後も9人制極東ルールが主流であり、全日本総合選手権においても1958年に6人制が導入されるが、9人制との併用が続く。
1960年、ブラジルで開催された世界選手権に日本男女が初参加。女子2位、男子8位。
1961年、日本男女チーム欧州遠征。女子チーム（日紡貝塚）はソ連戦を含めて22連勝し「東洋の魔女」と呼ばれる。
1962年、都市対抗、国体、全日本インカレ（男子）が9人制を廃し、6人制に切り替えた。翌年からインターハイも切り替えた。世界選手権（ソ連）で日本女子が優勝した。
1964年東京オリンピック（東京五輪）からバレーボールが正式種目に加わった。コンビネーション・バレーが確立されたのはこのころからで、回転レシーブ、時間差攻撃など日本独特の技術が編み出された。
日本では部活動としても盛んに行われている。

## 規則
バレーボールという言葉は誰でも自由に定義できるが、本稿では国際バレーボール連盟（FIVB）が定めた規則、6人制ルールを説明する。それ以外のルールとしては日本バレーボール協会が定めた9人制のルールなどがある。
日本語公式ルールブックはウェブでは公開されていない。FIVBのルールブックはウェブで公開されており、第一部「ルールとレフェリングの哲学」と第二部（具体的なルール）で構成されているが、日本語公式ルールブック『バレーボール6人制競技規則2024年度版』（日本バレーボール協会）は第一部が削除されている。なお、第一部と第二部のうち大部分（第一編「試合」）の訳はブログ「vlastos」に掲載されている。
日本では、小学生は1セット21点（3セットマッチ、3セット目は15点まで）、中高生は1セット25点（3セットマッチ、3セット目も25点まで）で行われている。なお春高、国体の準決勝以上、インターハイ決勝、春高都道府県予選決勝のほとんど、インターハイ予選決勝の一部はルール通り5セットマッチである。

### 競技場
長辺18メートル、短辺9メートルの長方形のラインが引かれたコートを用いる。その中央にはコートを二分する形で幅1メートル、長さ約10メートルのネットが張られている。ネットの高さは成人男子が2.43メートル、成人女子が2.24メートルと定められている。ネットからそれぞれ3メートルにはアタックラインと呼ばれるラインがある。日本の高校バレーの都道府県大会では男子2.40メートル、女子2.20メートルである。中学生は男子が2.30メートル、女子は2.15メートルと定められている。1989年（平成元年）までは全国大会でも同様であった。これは9人制（男子2.25メートル、女子2.10メートル）の名残である。
コートの外には3メートル以上の空間（フリーゾーン）、天井までの高さは7メートル以上が必要とされる。国際バレーボール連盟および日本バレーボール協会主催の競技会では、フリーゾーンは最小限サイドラインから5メートル、エンドラインから6.5メートル、天井の高さは12.5メートル必要と定められている。また最低気温（10℃以上）や照度（1,000 - 1,500ルクス）なども規定がある。

### ボール
ボールの色はどんな色でもよく、複数色の組み合わせとされるが、大会や試合では同一でなくてはいけない。円周は65 - 67センチメートル、重量は260 - 280グラム、内圧は0.30 - 0.325kgf/cm2。全国大会の取り扱いでは、0.31kgf/cm2に統一することとなっている。このボールのことも「バレーボール」と呼ばれる。

### ユニフォーム
シャツ、パンツ、ソックスの色とデザインリベロ以外の全員がそろっていることが条件。リベロ・プレーヤーは対照的な色のユニフォームでないといけない。ユニフォームのナンバーは1番から20番を原則としているが、やむをえない事情があれば、99番まで使用することができる。数字の大きさは胸部が15センチメートル以上、背部は20センチメートル以上、字幅は2センチメートル以上でなければならない。チームキャプテンは、胸のナンバーの下に長さ8センチメートル、幅2センチメートルのマークをつける。

### チーム
1チームは、6人以上12人以内のベンチ入りプレーヤー、監督1人、アシスタントコーチ最大2人、チームセラピスト1人、医師1人で構成される。前衛・後衛それぞれ3人、計6人で競技を行う。プレーヤーのうち2人をリベロプレーヤーとして登録することができる。
ただし、国内大会の競技要項により、部長、マネージャーなどがベンチスタッフとして認められることがある。全国大会やそれに準じる大会では、監督を含むベンチスタッフを置くには、コーチや指導者としての公認資格の有資格者がいることを条件としている。
国際バレーボール連盟および日本バレーボール協会主催のシニア競技会（公式戦）においてはリベロを2人登録した場合は最大14名のプレーヤーで構成できる。高校、大学の大会もほとんどこれに準じており、ルールブックどおり12名以内なのはインターハイ本戦、国体少年の部くらいである。なおＶリーグは2018/19シーズンからリベロ1人でも13〜14名ベンチ入り可能となっている。

#### キャプテン

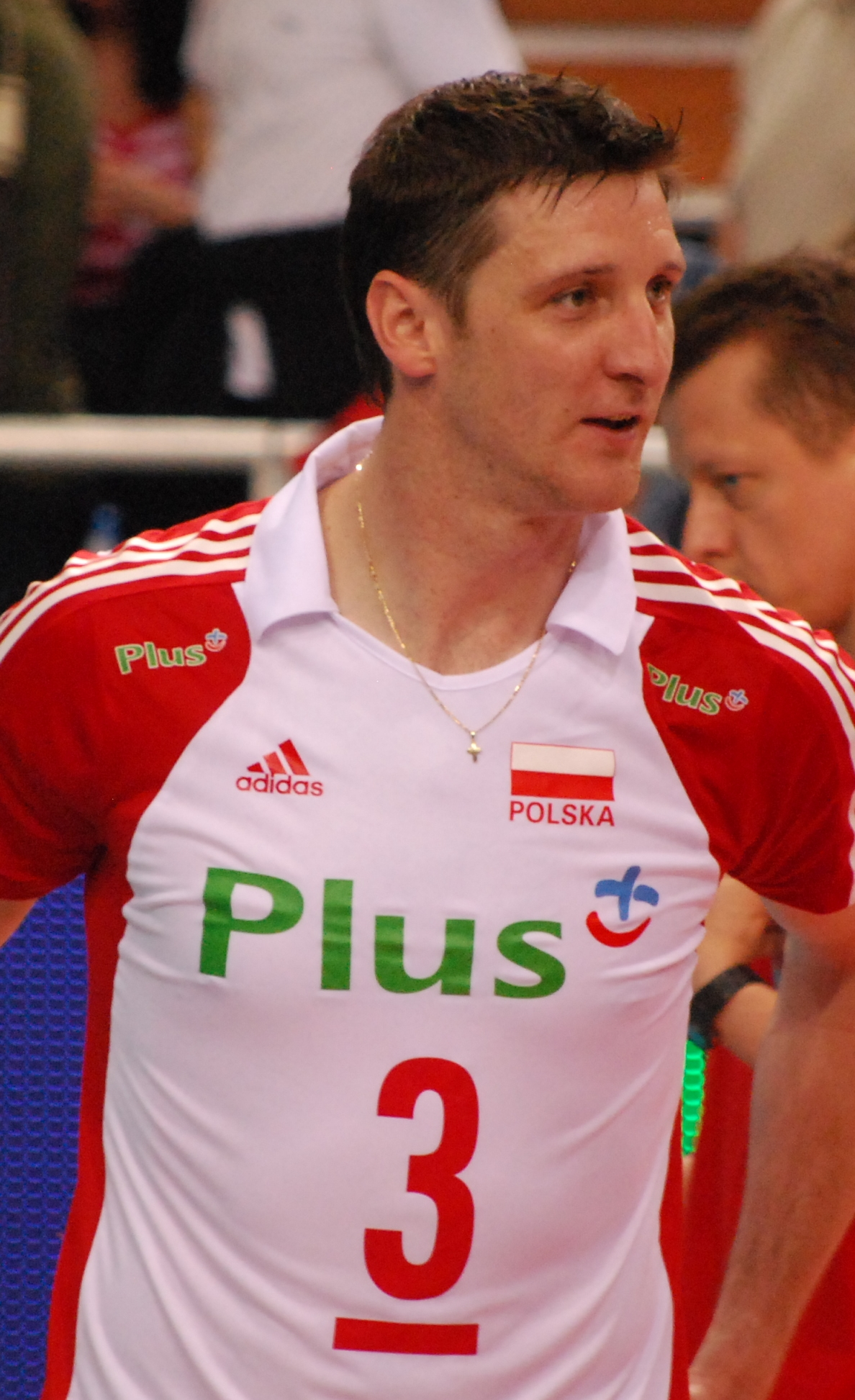
キャプテンマーク

上記プレーヤーのうち、1名がチームキャプテンとなり、試合中コート内でプレーしている間はゲームキャプテンとして行動する。チームキャプテンがコート外にいるときはコート上のほかのプレーヤーがゲームキャプテンとなる。リベロもキャプテンになれる。
ゲームキャプテンは試合中断中のとき、競技規則の適用などについて審判員に説明を求めることができる。ゲームキャプテンは監督不在のとき、タイムアウトや選手交代の権限が与えられる。
ラリーポイント制サーブ権を持つチームの選手がサーブを行うことでボールの打ち合いが始まり、攻撃決定やミス、反則で打ち合いが終わる。これをラリーという。ラリーに勝ったチームが、1点を得ると同時に次のサーブ権を得る。
1895年の誕生以来100年以上、サーブ権があるときのみ得点が入る「サイドアウト制」であったが、1998年からラリーポイント制に変更。
なお極東ルール（9人制）では日本の提案で1930年過ぎからラリーポイント制に変更されていた。
5セットマッチ先に25ポイント（第5セットに限り15ポイント）を取ったチームに1セットが与えられ、3セットを先に獲得したチームが勝者となる。ポイントが24 - 24（第5セットは14 - 14）となった場合はデュースとなり、どちらかが先に2ポイントの差をつけるまでそのセットは続けられる。第5セットではいずれかのチームが8点を先取したときにコートチェンジを行う。
3セットマッチ上記のようにルール上3セットマッチは存在しないが、日本の高校バレーでは一般的であり、シニア大会の地区予選でも見られる。これは9人制（極東ルール）の名残と考えられる（1962〜1963年に掛けて日本のバレー界は6人制に移行したが、9人制では21ポイント、ラリーポイント制の3セットマッチであり、6人制の15ポイント、サイドアウト制5セットマッチはネット高とともに高校生の体力的な負担、運営の負担が過大という考えであろう）。先に25ポイントを取ったチームに1セットが与えられ、2セットを先に獲得したチームが勝者となる。ポイントが24 - 24となった場合はデュースとなり、どちらかが先に2ポイントの差をつけるまでそのセットは続けられる。第3セットではいずれかのチームが13点を先取したときにコートチェンジを行う。

### タイムアウト
各チームは1回につき30秒間のタイムアウトをとることができる。各チームはこの間に作戦を練ったり、選手を休憩させたりしている。タイムアウトの回数制限は両チームとも各セット2回ずつで、たとえ使わなくても、次のセットに持ち越すことはできない。
また、国際試合などでは、第5セット以外にどちらかのチームが8点と16点を先取した場合、自動的に「テクニカルタイムアウト」となっていたが、後に廃止されている。Vリーグでは12点先取時に残っている。テクニカルタイムアウトの休憩時間は60秒間

### 選手交代
先発選手は1セットにつき1回だけ交代によりコートを離れることができ、1回だけ元のポジションに戻ることができる。交代選手は1セットにつき1回だけ先発選手と交代して試合に出ることができる。先に交代した選手とだけ代わってベンチに戻ることができる。
1セットにつき6回までの選手交代を要求できる。2人以上の選手を同時に交代させることができる。
以上は正規の選手交代であるが、負傷、病気、退場でプレーを続行できなくなった場合は例外的な選手交代を行うことができる。

### プレー中の動作
チームはネットを越えてボールを返すために最大で3回ボールに触れることができる。1人の競技者は連続してボールに触れることができない。ただし、6人制の場合、正当なブロックは1回として数えない（このため、6人制の場合は同一の競技者が正当なブロック後にレシーブなどで触ることができる。その結果、チームで3回を越えて触ることになるがルール違反ではない）。また、チームの最初のヒットでは、1つの動作中であれば、ボールは身体のさまざまな部分に連続した接触をしてもよい。よってレシーブの際には基本的にはダブルコンタクト（ドリブル）は取られない。後のルールではボールを返す際に体のどの部位を用いてもよい。これらは審判による主観的な判定を廃し、プレーの連続性を重視するためである。

## ポジションとローテーション

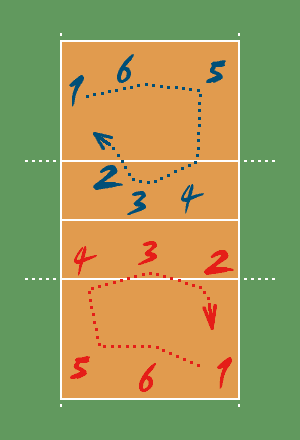
ローテーション

各プレーヤーはそれぞれ次に示すポジションにつく。
- 前衛（ネットに近い側）：左からフロントレフト（FL）、フロントセンター（FC）、フロントライト（FR）
- 後衛（ネットから遠い側）：左からバックレフト（BL）、バックセンター（BC）、バックライト（BR）

後衛のプレーヤーはネット際でのスパイクやブロックを禁止されるなど、ポジションに応じてプレーに制限がある。
ポジションはサーブ権を獲得するごとに時計回りに入れ替わり（これをローテーションという）、新たにバックライトにつくことになったプレーヤーがサーブを打つ。ローテーションの順序は、バックライト→バックセンター→バックレフト→フロントレフト→フロントセンター→フロントライトの順。
1998年からは後衛の選手と何度でも入れ替わりが可能な選手、リベロプレーヤーが国際ルールに正式採用された。リベロプレーヤーは、後衛の選手と入れ替わってコートに入り、ローテーションが進行して前衛にまわる前に元の選手と交代してゲームを離れる。リベロプレーヤーの入替（リベロリプレイスメント）は、ラリーが完了した時に特にゲームを中断せずに行われる。リベロプレーヤーには、後衛に課せられるプレー上の制限に加えてフロントゾーンでのネットより上方のトスや、ネットよりも上方でボールに触れて相手コートに返球することも禁止される。リベロプレーヤーは同一チームであっても他の選手と異なる色のユニフォームを着用する。

### 主な反則行為
ダブル・コンタクト（ドリブル）
同じプレーヤーが連続してボールに触れた場合。ブロックとレシーブ（チームの最初のヒット）は除く。ブロックタッチ後のレシーブも最初のヒットとして扱われる。通称ドリ。2025年のバレーボールネーションズリーグでは、故意ではない、かつボールが自陣内に留まっている場合は適用されないルールに改正された。
キャッチ（ホールディング）
ボールをつかむ、または投げること。一瞬でも静止すると反則がとられる。通称ホール。
ボール・アウト
ボールがコート外に落ちたり、サイドマーカー（通称アンテナ、ネット付近でのコートの内外を示すネットに取りつける棒）に触れたり、その外側を通過して相手側コートに返ったりした場合。
タッチ・ネット
ボールをプレーする動作中の選手による両アンテナ間のネットへの接触（ユニフォームなども含む）は反則である。通称ネッチ。
オーバーネット
相手側のコート（フリープレー空間）にあるボールに触れた場合。ブロックでは相手のプレーを妨害しない限りネットを越えてボールに触れることができる。アタックヒットを自チームのフリープレー空間で行ったあとに、その手がネットを越え、相手空間入っても良い。1964年東京オリンピックのバレーボール競技では、相手（ソ連）のオーバーネットによって日本の金メダルが決まった。当時、相手ブロックのオーバーネットを誘うのが日本の戦術であった。東京五輪後、ルール変更によりブロックのオーバーネットは許容された。
フォア・ヒット（オーバータイムス）
自コートから相手コートに返球する間に4回以上ボールに触れた場合。ブロックは1回には数えない。
インターフェア
相手のアタックヒットの前、または最中に相手側のコートにあるボールに意図的に触れた場合や、相手選手のプレーを妨害した場合。
ペネトレーション・フォールト（パッシング・ザ・センターライン）
プレーヤーの両足（足首より下）がセンターラインを越して相手側のコートに入った場合。片足の一部でもセンターラインに触れているか、センターライン真上の空間にあれば反則にならない。
ポジショナル・フォールト（アウト・オブ・ポジション、ローテーションミス）
サーブを打つ瞬間にプレーヤーが規定のポジションについていない場合。リベロ・プレーヤーの交代が正当でない場合にも適用される。
アタック・ヒットの反則
バック・プレーヤーがフロント・ゾーン（アタックラインの延長線上よりネットに近い区域も含む）から跳び上がって、ネット上端より完全に高い位置のボールを相手コートへ返球した場合。
相手チームのサービスしたボールがネット上端より完全に高くフロントゾーンにあるときに、選手がアタックヒットを完了したとき。
アシステッド・ヒット
プレーヤーが味方の他プレーヤーや外部の構造物などの助けを借りてボールをプレイした場合。
サーブに関する反則
1.主審がサーブの許可を出したあと、8秒以内にサーブを打たなかった場合（ディレイ・イン・サービス、いわゆる8秒ルール違反）。
2.サーブ順を間違えた場合。
3.ヒットまたは踏み切りの瞬間、サービスゾーン外やエンドラインに触れてサーブした場合。
4.味方プレーヤーがスクリーンを形成して、サービスヒットおよびサービスボールの軌道が相手チームに見えないように妨害した場合。
ブロックに関する反則
相手チームのサービスをブロックすること。バックプレーヤーがブロックに加わり、それが完了したとき。アンテナの外側から相手空間内のボールをブロックしたとき。リベロがブロックを試みたとき。

### 6人制と9人制の共通点と違い
9人制はおもに「ママさんバレー」として日本では行われているが、世界的には普及しておらず、国際試合は6人制で行われている。9人制では、6人制と比較して、次のような違いがある。
- 一般男子はコートがやや広い。
- ネットの高さがやや低い。
- ボールはママさんバレーは白色とカラーボール（全国大会のみ白一色）、一般は6人制と同じ（6人制はカラーボール）。
- 交代要員は3人以内（6人制では6人以内）。
- 3セットマッチ、21ポイントで1セット。
- アタックライン、リベロ、ローテーションがない（6人制ではある）。
- プレー中、ネットにボールが触れた場合には、4打以内に相手コートに返せばよい（6人制ではネットに触れても3打以内）。
- サーブの打ち直しが1回に限り可能（6人制では不可）。
- ブロックを1打に数える（6人制では1打に含まない）。
- どの選手もスパイクを打てる（6人制では後衛の選手はアタックラインを越えてスパイクを打てないが、9人制にアタックラインはない）。
- サーブブロック（スパイクでも可）が有効（6人制では反則）。ただしブロックのオーバーネットは反則（6人制では有効）。

## 技術・戦術の変遷
前述のように当初はレクリエーション要素の強いスポーツだったが、ルールが改正されるたびに競技が高度化したため、選手にはジャンプ力と短距離ではあるが前後左右に素早く移動する俊敏性、それを反復するスタミナ、アタックやサーブに必要な筋力、空中での姿勢を維持するバランス力、ボールを跳ね返す一瞬で方向をコントロールする技術、複数の選手の動きを瞬時に把握する思考力が必要となり、接触は無いが身体に負荷がかかる激しい競技に変容していった。
戦術面でも、ボールを保持できず3回以内に返すという制約から時間的猶予が少ないため、あらかじめ決めた作戦パターンから選択するようになった。相手のブロックを欺くためのフェイント動作、ブロックに止められることを想定し落下が予測される場所にあらかじめ移動するなど、攻撃に参加していない選手も考えながら常に動き続ける競技になっている。また故意にブロック当てブロックアウトを狙うスパイクに対し、ブロック中に指を伸ばさずに通過させアウトにするなど、空中にいる僅かな時間での心理戦も展開されている。
戦略面でも、プロや国の代表チームには技術スタッフとして専門のアナリストが帯同し、対戦相手に合わせた作戦を考案するなど高度化している。
試合中はローテーションや相手の調子などを考慮し、事前に練習した複数のプランから監督が選択する。試合中は個々の選手に声で指示すると間に合わないため、サインや作戦名によって伝達される。多くの場合、セッターが司令塔を務める。戦術を実行するためには、レシーブしたボールをセッターがトスを上げやすい状態で送ることが重要となるため、相手から返ってきたボールをいかに上手く処理するかが重要視される。逆に攻撃側はトスを上げにくくするため、どのようにレシーブを崩すかを重視する。
アタックとブロックにはジャンプ力と共に身長が影響するため、身長が高い選手が有利である。しかしレシーブには関係ないため、一部でブロックを諦め全員でレシーブに専念するという戦法もある。

## ルールの変遷
当初はレクリエーションとして考案されたことから、ボールを落とさないようにネット越しに打ち合う以外には特にルールはなく、返球までの回数も無制限だった。元になった「ミントン」を踏襲し、サイドアウト制が採用され、これは極東を除いて1998年まで続いた。ネット高は当初6フィート6インチが1900年に7フィート6インチ（229センチメートル）に引き上げられた。
1910年ごろに日本に伝えられたときには、4人×4人の16人、21点制で行われており、1913年の東洋オリンピック、その後の極東選手権大会も同様であった。日本独自のルールとして、12人制ののち、9人制が普及した。これは日本の提案で1923年、1927年に極東選手権にも取り入れられた。アメリカでは1922年までには6人制、15点制、ネット高244センチメートルとなっていた。1930年に日本で導入されたラリーポイント制は1934年の極東選手権でも採用された。
大きな変更は1912年、フィリピンで導入された「3回以内返球」ルールであり、これによりレクリエーションとして考案されたバレーボールは競技スポーツに進化した。このルールはアメリカでも、フィリピンに派遣されていたE.ブラウンの提案により1922年までには導入された。このルールの導入により、初めて公式大会が開催されるようになった。
極東ではネットの高さは初めから230センチメートルであった。女子はほとんど不明だが1931年時点の日本では200センチメートルだった。国際大会と無縁となった日本では1941年、ネット高は225センチメートルに引き下げられた。1955年から1962年まで行われたアジア選手権の極東ルール（9人制）ゲームにおいては230センチメートルで行われた。
国際バレーボール連盟（FIVB）では1947年に6人制の国際ルールを制定した。
FIVB主催の大会における主なルール改正としては、以下のものが挙げられる。従来はオリンピックのたびに4年ごとのルール変更だったが、1994年からは変更頻度が上がった。
- 1965年 ブロックのオーバーネットの許容。
- 1967年 サーブ5秒以内（1999年に8秒以内に変更）。
- 1969年 アンテナをサイドラインから20センチメートル外側に取りつけ。ボール重量270グラム±10グラム。
- 1973年 パッシング・ザ・センターラインの緩和。
- 1977年 ブロックのワンタッチをカウントしない。アンテナはサイドバンド上に取りつけ。スリーボールシステム（1試合に3つのボールを使用しデッドタイムをなくす）の導入。
- 1984年 サーブに対するブロックの禁止（FIVBロサンゼルス五輪総会にて）。ファーストコンタクト（1回目のレシーブのこと）における、ドリブル（後のダブルコンタクト）を許容（アンダーハンドのみ）。
- 1989年 5セット目のみをラリーポイント制に。セット間2分間。プレー中にベンチからの指示を許可。
- 1994年 サービスゾーンが、従来の右隅から3メートルの範囲から、エンドラインいっぱい（9メートル）に広がる（FIVBアテネ世界選手権総会にて）。
- 1995年 膝から下での打球も反則ではなくなる。ファーストコンタクトではオーバーハンドも含め、ダブルコンタクト・ホールディング（後のキャッチ）をとらないことになる。
- 1998年 リベロ制の正式導入（低身長の選手にも活躍の可能性を与えることが目的）。ボールの内気圧の低減（最大値を0.425kgf/cm2から0.325kgf/cm2へ）。カラーボールの使用許可。
- 1999年 サーブのネットインを認める。5セットマッチの全ラリーポイント制の導入（サーブ権ポイント制では試合時間が一定せず、テレビ放映権が売りにくかったことによる変更）。デュースの際の勝敗は、2点差がつくまで無制限になる。サーブ8秒以内。
- 2007年 ネット上で両チームの選手がボールを押し合った場合も、プレー続行となる（以前はプレーを止めノーカウントとした）。
- 2009年
  - リベロ2人制の導入。国際試合などでは、リベロを2人登録した場合は14人までベンチ入り可能となる。
  - 両足より上部の身体のいかなる部分が、相手コートに触れても、相手のプレーを妨害しない限り許される（以前は両手などがセンター・ラインを超えて相手コートに触れると反則であった）。
  - 競技者がネット（上部の白帯とアンテナ以外）に触れても、相手のプレーを妨害しない限り許される（以前はネットのいかなる部分も触ると反則であった。ネットに触れてもいいものの、わざとネットを引き下げアタックを打つなどの行為をすると、スポーツマンシップに反する行為として、罰則が与えられる可能性がある）。この変更は2014年に撤回された。
- 2011年 第1リベロと第2リベロ同士の交代制限撤廃。
- 2013年 前年の総会で承認された、指を用いたオーバーハンドサーブレシーブにおけるダブルコンタクト・キャッチの厳罰化適用を、実施延期と発表[14]。
- 2013年
  - チャレンジシステム（ビデオ判定）の試験導入。各チームごと、1セット2回失敗するまで要求可能。
  - 10月に開催するU-23世界選手権で次の2つの特別ルールを試行[15]。
    1. 現行の25点制を21点制に変更、これによりテクニカルタイムアウトは8点・16点から、12点に。
    2. 主審の吹笛後にサーブを打つまでの時間を、現行の8秒から15秒に変更。
- 2014年 ボールをプレーする動作中の選手による両アンテナ間のネットへの接触は反則とし、2009年の緩和が撤回となった[16][17]。2015年度から適用。
- 2015年 この年のW杯など、勝ち点よりも勝数が順位決定方法で優先されるようになった。
- 2016年 チャレンジシステムは当該プレー後5秒以内の申請となり、ラリー中にも適用されることとなった[18][19][20]。
- 2025年 バレーボールネーションズリーグではチャレンジシステムはラリー終了後にラリー開始時点からの一連の流れを対象に行う。ダブルコンタクトは故意ではなく、ボールが自陣内にある場合は適用されないよう変更。

## 用語

### 技術に関するもの

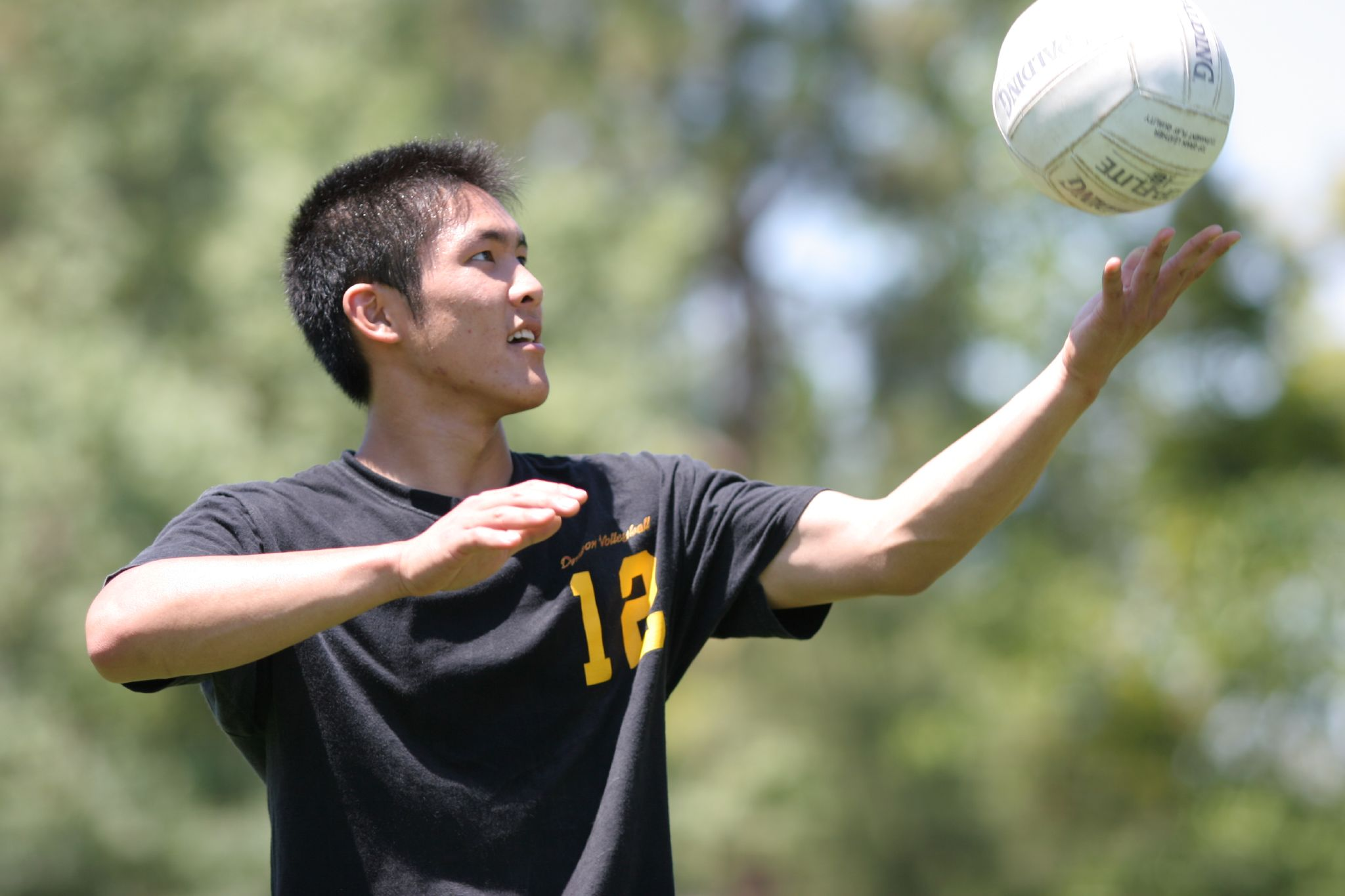
サーブ

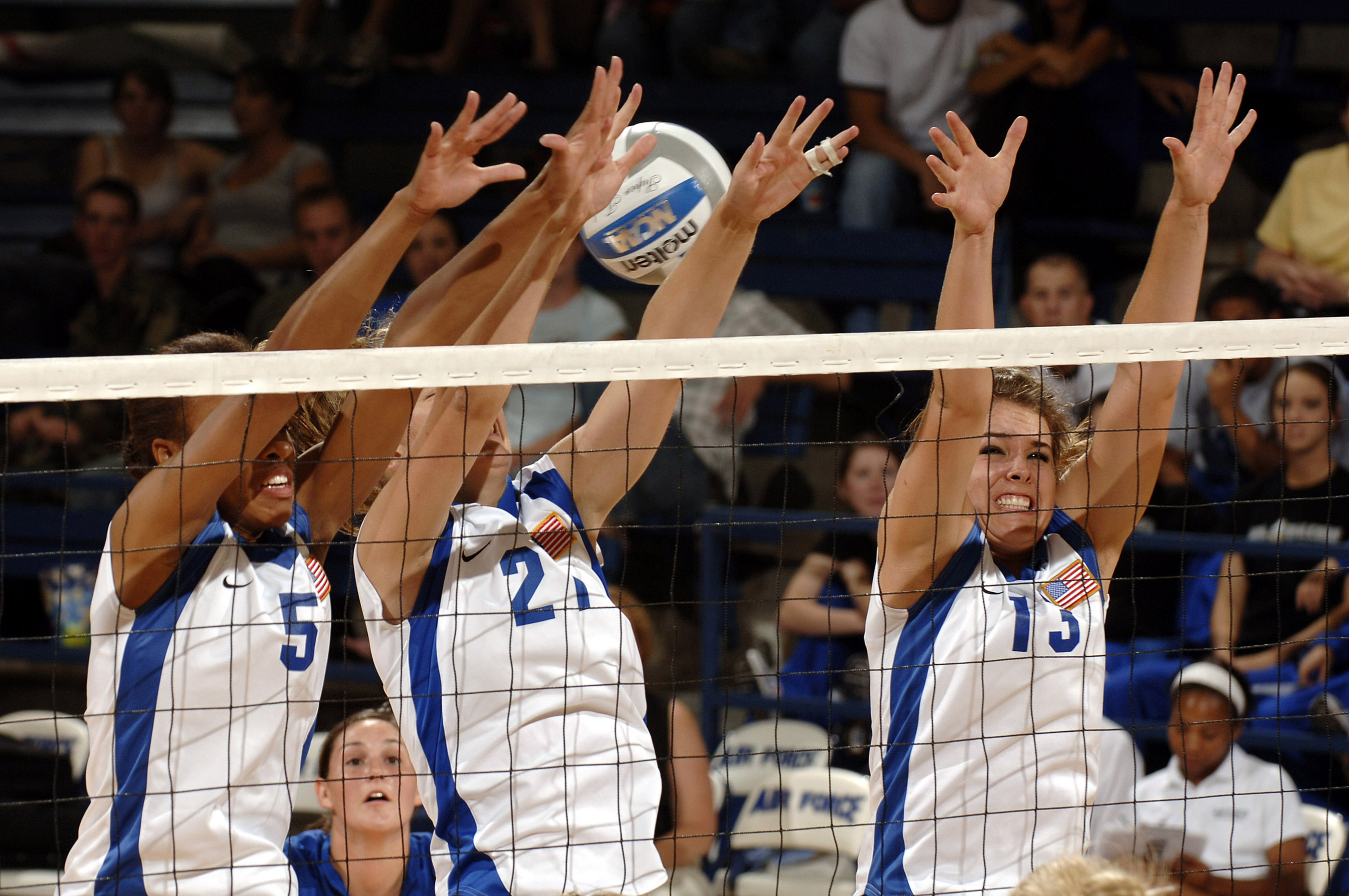
3枚ブロック

サーブ（サービス）相手コートに向かってボールを打つことをいう。サーブには、手を下から振り出すアンダーハンドサーブ、ボールを高く上げてジャンプしながら強く打つスパイクサーブ（ジャンピングサーブ）、ジャンプしないでコントロール重視で打つフローターサーブ、助走をつけて軽くジャンプし、その後トスを上げて打つブロードサーブ、ジャンプしてフローターの動作で打つジャンプフローターサーブ、アンダーハンドで高く打ち上げる天井サーブなどの方法がある。

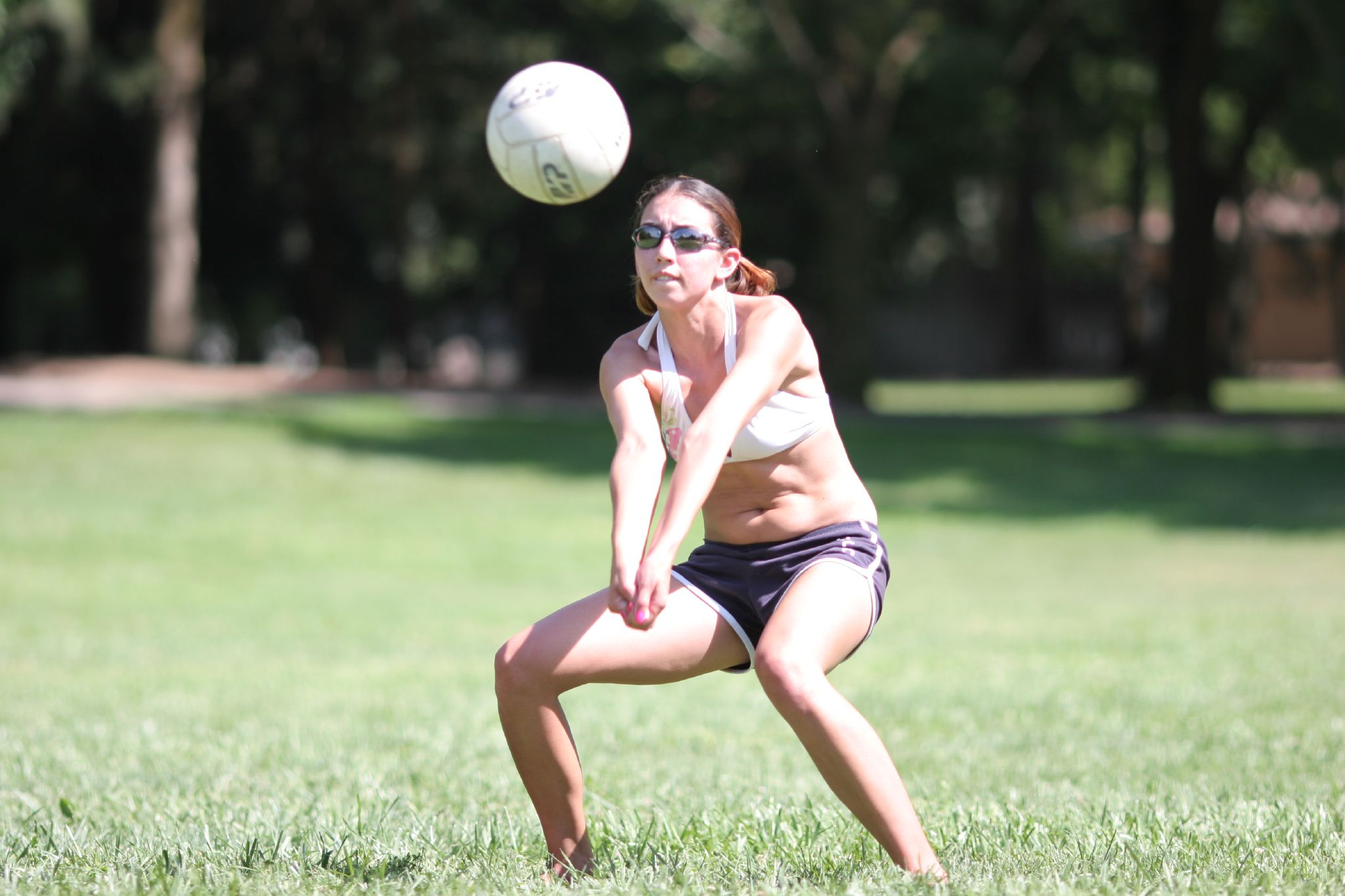
アンダーハンドパス
相手からの強い返球を低い位置で受けるときに効果的なプレイ。そのためレシーブと呼ばれることもあり、大別してサービスレシーブとスパイクレシーブの2種類がある。とりわけスパイクレシーブをディグ（Dig）と呼ぶ。両腕を体の正面に伸ばして、片手でもう一方の手を軽く握り、手首の付近でボールを弾く動作がよく用いられる。低い位置のボールを受けるには都合がいい。その反面、ボールのコントロールは比較的難しい。また姿勢を低くするために構えるのに時間がかかり、走るために構えを止めるまでにも時間がかかる。また構えながらの素早い移動が難しいため、手から僅かに離れた場所へボールが来ると取れないこともある。
オーバーハンドパス
緩やかな速さのボールを、頭の上方で、両手でボールを軽く押し上げるような姿勢でボールを弾くプレイ。トスとも呼ばれる。コントロールを重視する次のアタックの前に行うことが多い。移動やジャンプ中にも出来るが、スパイクなど速く打ち下ろす球を処理するのは難しい。上を向くため視界が制限され周囲の状況を把握しにくくなる欠点もある。
スパイク（アタック）
跳躍しながらネット越しにボールを打つ動作がスパイクである。相手コートに叩きつけるように下向きに打つことが基本だが、相手のブロックにボールを当ててコート外にボールを出す「ブロックアウト」や、タイミングをずらして相手のブロックを避ける「時間差」などの戦法もある。
ブロック
相手のスパイクに対してタイミングよくジャンプし、両手を上に伸ばして自分のコートにボールが打ち込まれることを防ぐ、またはその威力を軽減させるプレイ。ブロックによるボールへの接触は、6人制では返球までの1回に数えないが、9人制では1回に数える。ブロックする人数は「枚」で数えることが多い。直接止めるのではなくコースを制限しレシーブが待ち構えている場所に打たせる、上を通過させコート外に落とさせるなどの戦法もある。
フェイント
スパイクを打つように見せかけて、ボールを指先などで軽くはじきブロックに当てないように相手コートに落とす、トスを上げるセッターが2回目で相手コートへ落とすなど、相手が想定しないであろう動作で翻弄するプレイ。ブロック側との心理戦となる。
バランススマッシュ
両手を180度の状態に伸ばし、そのまま風車のように回転させ、打つスパイク。別名：ラウンドハウス・アームスイング。
リバウンド
あえてブロックにボールを当てて自分のコートに返球させ、仕切り直すこと。

### 戦術に関するもの
クイック攻撃（速攻）
トスを低く速く上げ、素早くスパイクを打つ攻撃。トスの上げる位置により、大きくA～Dの4種類が存在し、セッターはこれらを使い分ける。Aクイックはセッターのほぼ真上のレフト側からの攻撃、日本男子考案のBクイックはAクイックよりレフト側に離れたところ。Cクイックはセッターほぼ真上のライト側からの攻撃で、もっとも難しいとされるDクイックはCクイックよりライト側に離れたところからのスパイク。
オープン攻撃
トスを山なりに大きく上げ、そのタイミングに合わせてスパイクを打つ攻撃。時間的に余裕があり比較的強打が可能。しかし敵にとってもタイミングが合わせやすいという側面も持つ。また、セットアップが乱れる場合は時間的余裕を利用してオープン攻撃につなげることが多い。レフトとライトからの攻撃に使われることが多く、センターからはまれである。
セミ攻撃
トスをオープンより少し低めに、かつ少しセッター側に近い場所に上げ、スパイクを打つ攻撃。オープン攻撃とクイック攻撃との中間と言える攻撃プレイ。
平行
オープンとほぼ同じ位置からオープンよりも低く速いトスを打つ攻撃。名前の由来は、ネットの上辺に沿ってほぼ平行にトスを行うことから。モントリオール五輪の女子日本代表だった白井貴子と松田紀子が編み出した際には、新幹線のひかりからの命名で「ひかり攻撃」と呼んでいた。難易度は高いがブロックをかわしやすい。
バックアタック
後衛のプレーヤーがアタックラインの後ろから行う攻撃。
パイプ攻撃
バックアタックの中でも、短いトスで速攻気味に中央から行う攻撃。
時間差攻撃
ボールに触れる予定のない「おとり」のプレーヤーがジャンプすることで、相手のブロックのタイミングを狂わせる戦術。
一人時間差
スパイクを打つ選手が自らが本来のジャンプをする前にジャンプのフェイントを入れることで、相手のブロックのタイミングを狂わせる戦術。発案者は日本の森田淳悟。
移動攻撃（ブロード）
センタープレイヤーが、Cクイック・Dクイック・ライト平行の位置に走り、片足で流れながら打つ。セッターは長く低いトスを上げる。
ツーアタック
通常セッターがトスを上げるはずの2回目での攻撃プレイ。

### その他
チャンスボール
ボールの操作が容易な返球のこと。
バレーボール3大大会
オリンピック、世界選手権、ワールドカップのこと。
お見合い
ボールを2人のプレーヤーが取りに行った結果、譲り合ってしまいボールを落としてしまうこと。

## 派生してできたスポーツ

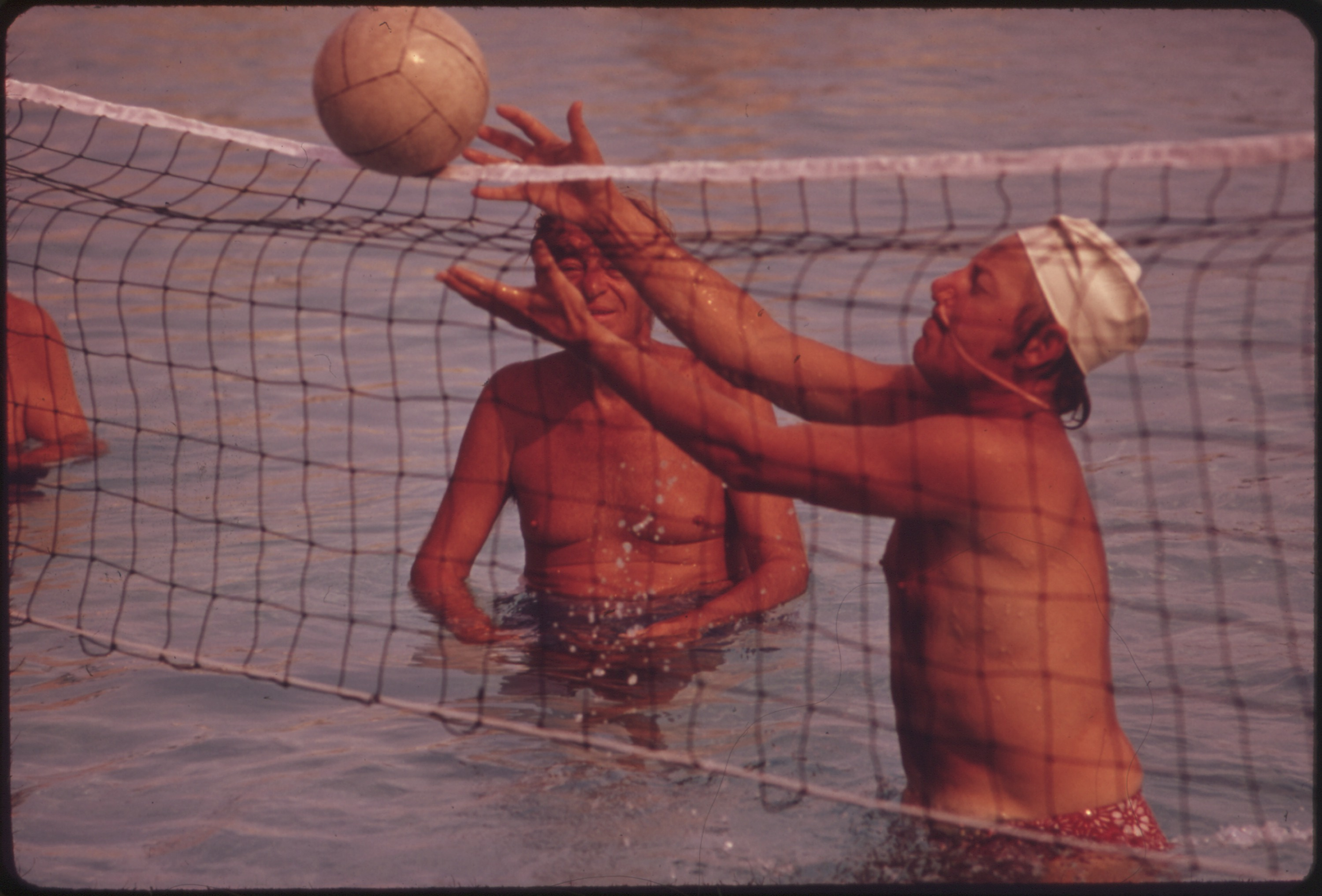
Water volleyball

### 屋外
ビーチバレーボール砂浜でやるバレーボール。後に2人制が主流に。4人制もある。
スノーバレー雪上でやるバレーボール。後に3人制が主流に。
泥んこバレーボール田んぼで行うバレーボール。「泥田バレーボール」「パディバレーボール」などとも呼ぶ。
パークバレー4人制。パーク（公園）で行う。
バルーンバレーボールビーチボールを使うバレーボール。
風船バレー風船（使うのはゴム風船の方。風船玉を使う場合もある）を使うバレーボール。

### 軟式ボールを使用したバレーボール
ソフトバレーボール（ミニバレーボール）ボールがゴム製でバレーボールよりやや大きい。4人制。
ミニバレー4人制。
トリムバレーボールバレーボールより一回り大きく、軟らかいボールを使用。

### ゆるスポーツ
手錠バレー手錠を着けて両手を固定する。軟らかいボールを使用。

### パラバレーボール
シッティングバレーボール座って行うバレーボール。パラリンピックの正式種目。
フロアバレーボール視覚障害者にも対応したバレーボール。ボールをネットの下から通過させる。6人制。
ローリングバレーボールフロアバレーボールをベースに考案された。6人制。
デフバレーボール聴覚障害者に対応したバレーボール。

### ローカルバレーボール
家庭バレーボール宮城県生まれのバレーボール。家庭婦人バレーボールとは違う。
キャッチバレーボール東京都練馬区桜台地区の小学校体育教師らが1970年（昭和45年）の集まりで、男子にとっての野球のように女子が熱中できるスポーツが必要ということで考案した。ボールを打つのではなく投げ、キャッチする。
スカッシュバレーボール高知県で生まれたバレーボール。3人で行う。ボールはゴム製のものを使い、必ず3回で返球する。コートはバドミントン用。
ビーチボール富山県朝日町発祥。ビニール製のビーチボールで行う。4人制でバドミントンコートを使う。

### 大人数
混合バレーボール男女各3人ずつの6人制。ネットの高さは224センチメートル。
9人制バレーボール9人で行うバレーボール。ネットの高さは最長2.38メートル。

## 類似スポーツ
ファウストボールバレーボールの前身とも言われる。
キンボール4人制。直径122センチメートル、重さ1キログラムの巨大なボールを使用。
ボサボール3 - 5人制。トランポリンを使用。
ほかにもインディアカは、ネットを介したラリー競技で、素手で行うノーバウンドルールという共通点がある。羽根のついたボールを使用し、4人制など、相違点もある。

## バレーボールを題材とする漫画・アニメ・ドラマ
- 転校少女y
- 燃えろアタック
- ハイキュー!!
- High球!いんぷれっしょん
- アタックNo.1
- アタック!
- アタック!!
- アタッカーYOU!
- サインはV
- ハリガネサービス
- リベロ革命
- 神様のバレー
- 少女ファイト
- てのひらにアイを!
- エース‼︎
- 健太やります!
- はるかなレシーブ
- 2.43 清陰高校男子バレー部
- ヨリが跳ぶ

## バレーボールを題材とするビデオゲーム
アタック・フォー1986年、パックスソフトニカよりMSXで発売されたゲームソフト。下記ファミリーコンピュータ版バレーボールの元となったソフト。
バレーボール1986年、任天堂よりファミリーコンピュータ ディスクシステムで発売されたゲームソフト。
スーパーバレーボール1989年、ビデオシステムより発売されたアーケードゲーム。1990年にPCエンジンとメガドライブ、2005年にPlayStation 2に移植。
スーパーバレー'911991年、ビデオシステムより発売されたアーケードゲーム。
スーパーバレーII1992年、ビデオシステムよりスーパーファミコンで発売されたゲームソフト。
バレーボールTwin1992年、トンキンハウスよりスーパーファミコンで発売されたゲームソフト。
マルチプレイバレーボール1994年、パック・イン・ビデオよりスーパーファミコンで発売されたゲームソフト。
バーチャルバレーボール1995年、イマジニアよりセガサターンで発売されたゲームソフト。
ヴィクトリー・スパイク1996年、イマジニアよりPlayStationで発売されたゲームソフト。
わくわくバレー1998年、アテナよりPlayStationで発売されたゲームソフト。
ブレイクバレー1999年、アクアルージュよりPlayStationで発売されたゲームソフト。2001年にディースリー・パブリッシャーより「SIMPLE1500シリーズ Vol.54 THE バレーボール」のタイトルで発売された。
SIMPLE2000シリーズ Vol.41 THE バレーボール2003年、ディースリー・パブリッシャーよりPlayStation 2で発売されたゲームソフト。
わくわくバレー22003年、サクセスよりPlayStation 2で発売されたゲームソフト。
バレーボール ワールドカップ ～ヴィーナス エボリューション～2007年10月、スパイクよりPlayStation 2で発売されたゲームソフト。
スパイク バレーボール2019年7月、オーイズミ・アミュージオよりPlayStation 4で発売されたゲームソフト。

## 専用体育館
2015年、岩手県紫波町に日本初のバレーボール専用体育館ができた。